# Cold Chisel
Cold Chisel est un groupe de rock australien originaire d'Adélaïde et fondé en 1973.
Le groupe a enregistré sept albums studio et vendu plus de 2 millions de disques. Ils ont été introduits à l'ARIA Hall of Fame en 1993.

## Biographie

### Les débuts
Baptisée à l'origine Orange, la formation se fait connaître en reprenant des artistes hard rock en vogue, comme Deep Purple et Led Zeppelin.
Les bassistes Les Kaczmarek et clavier Ted Broniecki sont rapidement rejoints par l'organiste Don Walker, le guitariste Ian Moss et le batteur Steve Prestwich. Il leur manque une voix, ce sera celle de Jimmy Barnes -alias Jim-, 17 ans à l'époque.
Les Australiens adoptent au bout de quelques mois, leur nom de scène définitif: Cold Chisel, que l'on peut traduire en français par burin (a chisel = un ciseau, par exemple à bois).
Les rapports de Barnes, écossais au caractère bien trempé—natif de Glasgow, avec les autres musiciens sont souvent tendus, notamment l'anglais Prestwich, qui vient lui de Liverpool ! Il quitte ainsi à plusieurs reprises ses acolytes, la première fois dès 1975 pour un bref intérim au sein de Fraternity, où un certain Bon Scott met les voiles pour rejoindre AC/DC. Mais le teigneux chanteur finit toujours par revenir. Durant ces intervalles, il est lui-même remplacé par Moss.
La même année, Kaczmarek s'en va définitivement, Cold Chisel enregistre l'arrivée de Phil Small. Broniecki avait renoncé peu avant.
Au printemps 1976, ils s'installent à Melbourne, sans y trouver le succès escompté. Aussi déménagent-ils à nouveau en novembre, direction Sydney, où Warner les engage.

### Carrière jusqu'en 1984
Cold Chisel enregistre son premier album éponyme en 1978. Le single Khe Sanh rencontre un bon succès. Don Walker écrit alors la quasi-totalité des titres. East paraît en 1980, accompagné de trois simples, Choir Girl, Cheap Wine et My Baby. À la demande de Walker, tous les membres participent à son écriture. Les radios australiennes diffusent massivement l'album et Cold Chisel vend 200 000 disques en l'espace de six mois. Les ventes de East, qui reste classé dans les charts durant 63 semaines, atteignent par la suite les 250 000 exemplaires.
Le quintette cherche à s'imposer à l'étranger et effectue une tournée nord-américaine au printemps 1981, qui se révèle un fiasco. Amer, Barnes compose de retour au pays, en souvenir de cette période, la chanson You Got Nothing I Want.
Leur quatrième album, Circus Animals, sort en 1982 et comprend notamment les titres Forever Now et When the War is Over. Il se classe numéro 1 des ventes en Australie.
L'album Twentieth Century voit le jour au printemps 1984. Cold Chisel assure la promotion du disque durant le Last Stand tour, la tournée des stades la plus importante jamais organisée par un groupe australien, avant de se séparer en raison des tensions qui s'accumulent entre les membres du groupe.

### Carrières solo
Barnes entame dès lors une carrière solo assez fructueuse, jalonnée de collaborations avec divers artistes australiens (dont INXS, l'une des valeurs montantes de la scène pop-rock nationale des années 1980) et internationaux.
Steve Prestwich joue durant deux ans avec Little River Band, puis intègre le groupe de scène de John Farnham. À partir de 1995, il prépare un album solo. La reformation de Cold Chisel retarde sa sortie et Since You've Been Gone paraît finalement en 2000. Le batteur constitue son propre groupe, le Steve Prestwich Band, et part en tournée afin de promouvoir le disque. L'un de ces concerts, filmé à Sydney en 2001, sort en DVD sous le titre Live at the Basement. Durant les années 2000, Prestwich continue de prendre part aux reformations de Cold Chisel. Il joue de la guitare sur deux morceaux de sa composition figurant sur l'album live Ringside, édité en 2003. Son 2d album solo, intitulé Every Highway, paraît en 2009. Prestwich meurt en 2011 après avoir contribué à l'élaboration d'un nouvel album de Cold Chisel, qui sort l'année suivante et sur lequel figure un titre qu'il a composé,.
Les autres membres prennent du recul avec la musique, ou travaillent au sein de projets mineurs.

### Réunions
Cold Chisel se reforme en 1998. Le groupe, toujours soutenu par un public fidèle, a alors vendu 2 millions de disques, soit deux fois plus qu'à l'époque de leur séparation. Ils publient un nouvel album, intitulé The Last Wave of Summer. Pré-commandé à 100 000 exemplaires, il entre directement à la 1re place des palmarès nationaux. Sa sortie est suivie d'une tournée, jouée à guichets fermés, qui attire 150 000 fans,.
Par la suite, Cold Chisel se produit ponctuellement sur scène, souvent pour des causes caritatives. Ils se retrouvent en 2003 pour le Ringside tour, durant lequel un nouvel album live est enregistré. En 2011, Cold Chisel effectue une nouvelle tournée, baptisée Light the Nitro, dont le répertoire est en majorité composé d'anciens morceaux. L'année suivante, ils dévoilent de nouvelles compositions lors du East Coast Blues & Roots Music Festival et publient l'album No Plan, qui sort 14 ans après le précédent,.

## Style musical
Cold Chisel est considéré, en début de carrière, comme une formation pub rock, à l'instar de Midnight Oil. Ils partagent avec ces derniers, la réputation d'être un excellent groupe de scène.

## Récompenses
Cold Chisel est introduit à l'ARIA Hall of Fame en 1993. Jimmy Barnes est récompensé à titre individuel en 2005.

## Membres
- Jimmy « Jim » Barnes : chant, guitare
- Ian Moss : guitare,chant
- Don Walker : claviers, chœurs
- Steve Prestwich (1954-2011) : batterie, chœurs
- Phil Small : basse

## Discographie

### Albums
- 1978 : Cold Chisel (Elektra Records)
- 1979 : Breakfast at Sweethearts (Elektra Records)
- 1980 : East (Elektra Records)
- 1982 : Circus Animals (Elektra Records)
- 1984 : Twentieth Century (Elektra Records)
- 1998 : The Last Wave of Summer (Mushroom Records)
- 2012 : No Plans (Warner Music)
- 2015 : The Perfect Crime (Universal Music)
- 2019 : Blood Moon (Universal Music)

### Live
- 1981 : Swingshift (Elektra Records)
- 1982 : You're Thirteen, You're Beautiful and You're Mind - Live at the Regent Theatre, Sydney (Mainline Records) EPs
- 1983 : Barking Spiders Live: 1983 (Elektra Records)
- 2003 : Ringside (Warner Music)
- 2012 : The Live Tapes Vol 1 - Live at the Horden
- 2014 : The Live Tapes Vol 2 - Live at Bombay Rock
- 2016 : The Live Tapes Vol 3 - Live at the Manly Vale Hotel
- 2017 : The Live Tapes Vol 4 - The Last Stand of the Sydney Entertainment Center
- 2020 : The Live Tapes Vol 5 - Live at the Bondi Lefesaver

### Compilation
- 1985 : Radio Songs: A Best of Cold Chisel (WEA/Elektra)
- 1988 : Razor Songs (WEA)
- 1991 : Chisel (Warner Music)
- 1994 : Teenage Love
- 1999 : Cold Chisel: The Studio Sessions
- 1991 : Chisel and Vision (Warner Music) inclus DVD Vision
- 2007 : Standing on the Outside: The Songs of Cold Chisel[7] (Warner Music), hommage à Cold Chisel
- 2011 : The Best of Cold Chisel: All for You

## Filmographie
- 1984 : The Last Stand (Elektra Records)